# SFL Bremerhaven
El SFL Bremehaven es un club de fútbol alemán de Bremerhaven, Bremen. Fue fundando en 1975 y actualmente juega en la Bremen-Liga, quinta división en el fútbol alemán.